# Saprosites puncticollis
Saprosites puncticollis är en skalbaggsart som beskrevs av Edgar von Harold 1867. Saprosites puncticollis ingår i släktet Saprosites och familjen Aphodiidae. Inga underarter finns listade i Catalogue of Life.